# 339P/Gibbs
Pour les articles homonymes, voir Comète Gibbs.
339P/Gibbs est une comète périodique du système solaire, découverte le 24 avril 2009 par Alex R. Gibbs.